# Andrea Gritti (rugby à XV)
Pas d'image ? Cliquez ici

a Compétitions nationales et continentales officielles uniquement.

b Matchs officiels uniquement.
Dernière mise à jour le 16 septembre 2022.
Andrea Gritti, né le 28 mai 1974 à Trévise en Vénétie, est un joueur de rugby à XV italien évoluant au poste de deuxième ligne. 

## Biographie
Andrea Gritti honore sa première cape internationale le 2 mars 1996 avec l'équipe d'Italie contre le Portugal. Il joue en 1998-1999 au RC Narbonne, puis depuis il évolue pour le club phare de la botte italienne, le Benetton Rugby Trévise. 

## Statistique en sélection nationale
- 15 sélections
- 5 points (1 essai)
- Sélections par année : 1 en 1996, 10 en 2000, 4 en 2001.
- Tournoi des Six Nations disputés: 2000, 2001.
- Coupe du monde de rugby disputée : aucune.

## Palmarès
- Vainqueur du championnat d'Italie en 2001, 2003 et 2004
- Vainqueur de la Coupe d'Italie en 2005